# Wait a Minute (chanson des Pussycat Dolls)
Pour les articles homonymes, voir Wait a Minute.
Singles de The Pussycat Dolls feat Timbaland
I Don’t Need a Man (2006) Right Now (2007)
Wait a Minute est le sixième single des Pussycat Dolls sorti en 2006.  extrait de leur premier album PCD.

## Clip vidéo
Le clip a été tourné les 8 et 9 octobre 2006 sur la Metro Red Line de Los Angeles. Le clip a été réalisé par Marc Webb. Le clip commence avec un téléphone (Samsung YP-K5) qui passe de main en main entre les membres du groupe. Lorsque les filles se rencontrent, elles marchent dans le couloir et rencontrent Timbaland. Elles s'arrêtent et Nicole commence à se disputer avec lui. Après un moment, elles montent dans le train, où les filles commencent à danser et à se déplacer entre les gens (en même temps, Nicole chante le premier couplet). Puis elles descendent du train et marchent dans la rue jusqu'au milieu de l'intersection, arrêtant la circulation. Soudain, Timbaland sort de sa voiture, s'approche des filles et continue la dispute. Puis elles commencent à danser sur sa voiture. La vidéo se termine avec Nicole disant à Timbaland qu'elle n'a besoin de rien de lui (pas de voiture ni de bijoux), mais qu'il peut le lui donner.